# Kamil Zywert
Kamil Zywert (ur. 24 lutego 1996 w Sierakowie) – polski koszykarz grający na pozycji rozgrywającego, trzykrotny mistrz Polski ze Stelmetem BC (2015, 2016, 2017), obecnie Royal Polonia 1912 Leszno. 
Reprezentant Polski do lat 16 oraz 18 i uczestnik mistrzostw Europy zarówno w pierwszej, jak i w drugiej z tych kategorii wiekowych. 
W latach 2013–2017 zawodnik klubu Stelmet BC Zielona Góra, występował także w pełniącym rolę rezerw Stelmetu BC zespole Muszkieterowie Nowa Sól.

## Życiorys

### Kariera klubowa

#### Początki kariery (do 2013)
Zywert jest wychowankiem UKS-u Kormoran Sieraków, z którym zdobywał medale w mistrzostwach Polski w różnych kategoriach juniorskich. W 2011 roku wyjechał do Warszawy, gdzie występował w zespołach UKS GIM 92 Ursynów Warszawa i AZS II Politechnika Warszawska. W drugiej z tej drużyn zadebiutował w rozgrywkach ligowych na szczeblu centralnym rozgrywając w sezonie 2011/2012 12 meczów w II lidze, w których zdobywał średnio po 5,3 punktu, 2,1 asysty i 1,8 zbiórki. W sezonie 2012/2013 występował w SMS-ie PZKosz Władysławowo, ponownie grając w II lidze (w sumie 24 mecze w sezonie, w których przeciętnie gromadził po 6 punktów, 4 asysty i 1,8 zbiórki). W sezonie tym w rozgrywkach juniorskich grał także w barwach GTK Gdynia.
Wielokrotnie zdobywał medale mistrzostw Polski w kategoriach juniorskich, był także wyróżniany nagrodami indywidualnymi w turniejach finałowych tych rozgrywek.

#### Stelmet BC Zielona Góra (od 2013)

##### Sezon 2013/2014
Przed sezonem 2013/2014 podpisał kontrakt ze Stelmetem Zielona Góra, jednocześnie stając się także zawodnikiem Muszkieterów Nowa Sól (drużyna rezerw Stelmetu grająca w tym czasie w II lidze). W związku z kontuzją i rehabilitacją przez ponad rok nie mógł grać w koszykówkę, tym samym opuszczając cały sezon 2013/2014.

##### Sezon 2014/2015
Latem 2014 roku został włączony do składu Stelmetu. W grudniu 2014 roku zadebiutował w rozgrywkach Polskiej Ligi Koszykówki w zespole Stelmetu, występując w meczu z Jeziorem Tarnobrzeg. W trakcie rozgrywek ponownie jednak odniósł kontuzję, w związku z którą w lutym 2015 roku przeszedł operację plastyki mozaikowej chrząstki kolana, po której przedwcześnie zakończył sezon.
W sumie w całym sezonie w najwyższej klasie rozgrywkowej (PLK) rozegrał 4 spotkania, w których zdobył łącznie 4 punkty (średnio po 1 na mecz), zdobywając z drużyną Stelmetu mistrzostwo Polski. Razem ze Stelmetem wystąpił też w 4 meczach Eurocupu, w których zdobył w sumie 2 punkty (przeciętnie po 0,7 na mecz). Ponadto w Muszkieterach rozegrał łącznie 5 spotkań w II lidze, zdobywając w sumie 42 punkty, 29 asyst i 18 zbiórek (średnio po 8,3 punktu, 5,8 asysty i 3,6 zbiórki na mecz).

##### Sezon 2015/2016
W sierpniu 2015 roku Zywert przedłużył kontrakt ze Stelmetem BC Zielona Góra, podpisując z klubem dwuletnią umowę. Podobnie jak w poprzednich rozgrywkach, także i w sezonie 2015/2016 Zywert łączył grę w pierwszym zespole z występami w drugoligowych Muszkieterach – w zespole z Nowej Soli wystąpił w 17 meczach ligowych, w których zdobywał średnio po 11,6 punktu, 5,4 asysty i 4,8 zbiórki.
Ze Stelmetem BC z kolei zadebiutował w rozgrywkach Euroligi, występując w meczu z FC Barceloną, w którym zanotował 1 asystę (był to jego jedyny występ w tych rozgrywkach). Zagrał także w 14 meczach PLK, w których zdobył łącznie 20 punktów, 14 asyst i 12 zbiórek (średnio po 1,4 punktu, 1 asystę i 0,9 zbiórki). Wraz z zespołem Stelmetu BC zwyciężył w rozgrywkach Polskiej Ligi Koszykówki, zdobywając tym samym tytuł mistrza Polski.
7 lipca 2017 został zawodnikiem Max Elektro Sokoła Łancut.
Przed rozpoczęciem sezonu 2019/2020 dołączył do Górnika Wałbrzych.

### Kariera reprezentacyjna
W 2011 wraz z reprezentacją Polski do lat 16, wziął udział w mistrzostwach Europy w tej kategorii wiekowej, podczas których polska kadra zajęła 14. pozycję, a Zywert zdobywał średnio po 1,8 punktu, 1,7 zbiórki i 4,9 asysty na mecz. Rok później, z tą samą reprezentacją,ponownie wziął udział w mistrzostwach Europy w tej kategorii wiekowej, podczas których polska kadra zajęła 6. pozycję, a Zywert zdobywał średnio po 10,3 punktu, 3,8 zbiórki i 4,2 asysty na mecz. W 2013 roku, wraz z kadrą do lat 18, wystąpił w turnieju dywizji B mistrzostw Europy w tej kategorii wiekowej, w których zdobywał przeciętnie po 4,7 punktu, 2,7 zbiórki i 2,7 asysty na mecz. Podczas ostatniego z tych turniejów odniósł poważną kontuzję, po której do gry w koszykówkę powrócił dopiero rok później.

## Osiągnięcia
Stan na 23 maja 2021, na podstawie, o ile nie zaznaczono inaczej.

### Drużynowe
Seniorskie
- Mistrz Polski (2015, 2016, 2017[16])
- Wicemistrz I ligi (2021)[17]
- Zdobywca pucharu Polski (2017)

Młodzieżowe
- Mistrz Polski kadetów (2011)
- Wicemistrz Polski:
  - kadetów (2012)
  - młodzików (2009)

### Indywidualne
- Zaliczony do I składu mistrzostw Polski:
  - kadetów (2011, 2012)
  - młodzików (2009)
- Lider I ligi w asystach (2018, 2019)

### Reprezentacja
- Wicemistrz Europy U–18 dywizji B (2013)
- Uczestnik mistrzostw Europy U–16 (2011 – 14. miejsce, 2012 – 6. miejsce)

## Życie prywatne
Bratem-bliźniakiem Kamila Zywerta jest Marek Zywert, który również jest koszykarzem.